# Vĩnh Châu (An Giang)
Vĩnh Châu is een xã in de thị xã Châu Đốc, in de Vietnamese provincie An Giang.